# Edgar de Aquino Duarte
Edgard de Aquino Duarte (Bom Jardim (Pernambuco), 28 de fevereiro de 1941 - São Paulo, 22 de junho de 1973) foi um militante brasileiro.  Era membro da Marinha do Brasil quando aconteceu o golpe militar no país. Foi obrigado a se exilar e, quando retornou, viveu clandestinamente trabalhando como corretor de imóveis. Foi sequestrado e preso em seu apartamento na Rua Martins Fontes, 268, em São Paulo, por agentes do Departamento de Ordem Política e Social (DOPS/SP) em operação conjunta a equipe do Destacamento de Operações de Informação-Centro de Operações de Defesa Interna (DOI-CODI). Mesmo com os relatos de sua prisão e cárcere durante anos ele ainda consta como desaparecido.
Edgard Duarte é um dos casos investigados pela Comissão da Verdade, que apura mortes e desaparecimentos e mortes ocorridas durante o período da ditadura militar brasileira.

## Biografia
Edgar de Aquino Duarte (ou Edgard de Aquino Duarte) nasceu na cidade de Bom Jardim, Pernambuco, em 28 de Fevereiro de 1941. Era filho de José Geraldo Duarte e Maria Francisca Duarte. Ingressou na Marinha Brasileira logo após concluir o 2º Grau, atual Ensino Médio. Foi Cabo do Corpo de Fuzileiros Navais e participou da Associação de Marinheiros e Fuzileiros Navais do Brasil. Destacou-se na Revolta dos Marinheiros, cujo objetivo era lutar por melhores condições de trabalho e pelo reconhecimento da Associação dos Marinheiros e Fuzileiros Navais .Neste período, foi dado o Golpe Militar de 1964. Foi expulso das Forças Armadas por intermédio do Ato Institucional nº 1. Foi exilado do país e viveu no México e depois em Cuba até retornar para o Brasil em 1968. Viveu clandestinamente em São Paulo até sua prisão.
Foi preso e torturado durante o regime militar, passando por diversos órgãos de repressão. Visto pela última vez em 22 de junho de 1973, Edgar consta como desaparecido.

## Prisão e desaparecimento
Devido ao episódio da Revolta dos Marinheiros, Edgar foi obrigado a se exilar no México. Viajou posteriormente para Cuba e retornou ao Brasil em 1968, vivendo clandestinamente com o nome falso de Ivan Marques Lemos em São Paulo, onde montou uma imobiliária e depois trabalhou como corretor da Bolsa de Valores. Durante sua vida como corretor, Edgar abandonou a resistência armada.
Na década de 70, Edgar se reencontrou com José Anselmo dos Santos, mais conhecido como Cabo Anselmo, colega da Marinha que retornava ao Brasil de Cuba, sem moradia ou emprego. Edgar hospedou Anselmo em seu apartamento, localizado na Rua Martins Fontes, 268, no bairro da Consolação (SP).
Foi preso em 3 de Junho de 1971 em seu apartamento e levado ao Departamento de Ordem Política e Social - SP (DOPS - SP), sob comando do delegado Sérgio Paranhos Fleury. Há indícios de que Cabo Anselmo o teria entregado à polícia, pois havia sido capturado meses antes e atuava como um agente duplo. Anselmo estava infiltrado em organizações da esquerda política, relatando informações aos órgãos policiais, provocando a prisão, tortura e assassinato de diversos militantes da oposição.
Edgar foi torturado e preso em uma cela individual e isolada. Esteve em contato com outros presos políticos, como José Genoíno e, após dois anos capturado, estava extremamente debilitado. Edgar foi preso e mantido por pelo menos oito meses no DOI-CODI. Em 1972 foi transferido para o DOPS, local onde foi visto pela última vez - 22 de Junho de 1973-. Estiveram envolvidos em seu desaparecimento os seguintes aparelhos repressivos: Batalhão de Caçadores de Goiás, Departamento de Operações Internas - Centro de Operações de Defesa Interna - Brasília (DOI-CODI - Brasília), Departamento de Operações Internas - Centro de Operações de Defesa Interna – SP (DOI - CODI - SP) e Operação Bandeirante (OBAN), além do DOPS - SP.
O advogado de devesa de Edgar na época, Virgílio Lopes Eney, relatou não ter encontrado mais o cliente após sua prisão. Em Julho de 1973, o advogado entrou com um pedido de Habeas corpus, que foi negado por se tratar de um crime de segurança pública. Foi informado pelo delegado Alcides Singilo de que Edgar já havia sido libertado. Porém, ele não entrou em contato com ninguém da família e, posteriormente, sua ficha de dados foi localizada em uma gaveta nomeada “Falecidos” dentro do Departamento de Ordem Política e Social – PR (DOPS - PR).

## Desdobramentos do Caso
O nome de Edgar está na lista de mortos e desaparecidos durante a Ditadura Militar. A Comissão Nacional da Verdade, criada em Maio de 2012, levantou diversos dados sobre o caso, investigando possíveis testemunhas e acusados.
Como o corpo de Edgar não foi encontrado até hoje e não foram encontradas provas de um possível assassinato, o crime de sequestro se estende no tempo e não está ao alcance da Lei da anistia porque o crime de sequestro continua a ser cometido após aprovação da lei, em 1979 . Sendo assim, o Ministério Público Federal está movendo ações contra os réus que ainda estão vivos e integraram a equipe do delegado Sérgio Fleury, como Alcides Singilo, Carlos Alberto Augusto e Carlos Alberto Brilhante Ustra. O processo movido pelo MPF apresenta provas que incluem cinco documentos oficiais da época e a testemunha de dezenas de dissidentes políticos. As testemunhas são José Damião de Lima Trindade, Artur Machado Scavone, Pedro Rocha Filho, Ivan Akselrud de Seixas, Lenira Machado, César Augusto Teles e Maria Amélia de Almeida Teles. 
Em 1975 aconteceu a primeira denúncia pública do desaparecimento de Edgar Aquino Duarte, feita em um documento conhecido como “Bagulhão”, ou Carta à OAB. Este documento foi construído coletivamente por 35 presos políticos do presídio do Barro Branco, em São Paulo. 
A carta aponta o nome de 233 torturadores enviado ao então presidente do Conselho Federal da OAB, Caio Mario Pereira, posteriormente editado e publicado pela Comissão Estadual da Verdade de São Paulo “Rubens Paiva”. 
Nos anos seguintes da investigação, documentos oficiais apontam uma série de informações desencontradas sobre o real paradeiro de Edgar.  aAlém disso, há registro de monitoramento dos familiares de Edgar, que participavam das reuniões do Comitê Brasileiro pela Anistia. 

### Carlos Alberto Brilhante Ustra
Em síntese, por ser comandante do Destacamento de Operações de Informações do II Exército (DOI),Ustra era quem dava todas as ordens aos demais militares, e com eles realizava reuniões diárias, para que lhe fossem repassadas as informações que haviam extraído dos presos políticos, por meio da prática de tortura. Sua tarefa era extrair o maior número de informações dos presos políticos que eram contrários ao regime militar, e que lá eram simultaneamente interrogados e torturados, muitos deles, até a morte. O que, com a Comissão da Verdade o fez ser responsável por 10 desaparecimentos e mais de 30 mortes. Em alguns casos, Ustra fazia questão de torturar os presos, sendo que foi o torturador de personalidades como Dilma Roussef. Em 2008, por decisão em primeira instância do juiz Gustavo Santini Teodoro, da 23ª Vara Cível de São Paulo, o coronel Ustra tornou-se o primeiro oficial condenado em ação declaratória por sequestro e tortura, mais de trinta anos depois de fatos ocorridos durante a ditadura militar.

## Conclusão da Comissão Nacional da Verdade
Após as investigações sobre a morte do avareense Boanerges de Souza Massa, conclui-se que sua morte foi provocada em decorrência de ação cometida por agentes do Estado brasileiro. A morte de Edgar de Aquino Duarte foi fruto de sistemáticas violações de direitos humanos articuladas pela ditadura militar implantada no Brasil a partir de 1 de abril de 1964. Porém, os restos mortais e as circunstâncias da morte de  Edgar de Aquino Duarte ainda são desconhecidas, como é comum em casos de mortos no período da Ditadura. A continuidade nas investigações é importante para que seus restos mortais voltem para a família e para que os demais agentes envolvidos sejam identificados e responsabilizados por seus atos.